# (5387) Casleo
(5387) Casleo – planetoida z grupy pasa głównego asteroid okrążająca Słońce w ciągu 3 lat i 296 dni w średniej odległości 2,43 j.a. Została odkryta 11 lipca 1980 roku w Cerro El Roble w obserwatorium należącym do University of Chile. Nazwa planetoidy Casleo, jest skrótem od Complejo Astronómico El Leoncito, centrum astronomicznego w Argentynie, znajdującego się w prowincji San Juan. Nazwę zasugerował J. Reyes. Przed nadaniem nazwy planetoida nosiła oznaczenie tymczasowe (5387) 1980 NB.